# کابیریا
کابیریا (ایتالیایی: Cabiria) یک فیلم حماسی صامت ایتالیایی به کارگردانی جووانی پاسترونه است که در سال ۱۹۱۴ میلادی منتشر شد.
وقایع این فیلم که صحنه‌های آن در تورین تصویربرداری شد، در دوران دومین جنگ کارتاژ و در شهرهای باستانی کارتاژ و سیسیل می‌گذرد و دربارهٔ دزدیده‌شدن دخترکی کوچک به نام «کابیریا» است. در این فیلم، شعله‌ور شدن آتشفشان اتنا، مناسک شنیع و فجیع مذهبی در کارتاژ، عبور نیروهای ارتش هانیبال از کوه‌های آلپ، شکست محاصرهٔ شهر سیراکوز تحت تدابیر ارشمیدس توسط دریانوردان رومی و شیپیو آفریکانوس نمایش داده می‌شود.
بنا به عقیدهٔ مارتین اسکورسیزی، در این فیلم جووانی پاسترونه، سبک فیلم حماسی را بنیان نهاد و بسیاری نوآوری‌های سینمایی را که به دی. دبلیو. گریفیث و سیسیل بی. دمیل نسبت داده می‌شود، خلق کرد؛ از جمله استفاده از دوربین متحرک.
از بازیگران آن می‌توان به بارتولومئو پاگانو، دانته تستا، ایگناتسیو لوپی، ویتاله د استفانو و لیدیا کوارانتا اشاره کرد.